# Deschampsia domingensis
Deschampsia domingensis är en gräsart som beskrevs av Albert Spear Hitchcock och Erik Leonard Ekman. Deschampsia domingensis ingår i släktet tåtlar, och familjen gräs. Inga underarter finns listade i Catalogue of Life.